# Pri Mariji Snežni zvoni
Pri Mariji Snežni zvoni je roman Toneta Partljiča, ki je izšel leta 1994 pri založbi Obzorja. Razdeljen je na dva dela.

## Zgodba
Pisatelj v romanu Pri Mariji Snežni zvoni v časovni okvir osmih desetletij pripne zgodbo o življenjskih poteh nezakonske Micike in njenega sina Tinčeka. Prvi del romana nosi naslov Micika in bralcu prikaže njen križev pot. Rojena zaradi spozabe gospodarjevega brata, ki se je poigral z deklo Margeco, meče na hišo senco sramote. Pri hiši tako ni deležna lepe besede, temveč le zmerjanja in tepenja. Ko kasneje tudi sama neželeno zanosi in otrokov oče izgine, si vzame življenje. A s tem se zgodba ne zaključi. Ob Mickini smrtni uri rojeni sinko preživi in drugi del romana se osredotoči na njegovo mladost. Posvojita ga očetova starša in njegovo otroštvo je ob ljubečih skrbnikih srečnejše kot je bilo Mickino. Ko pa bi moral v novi socialistični Jugoslaviji vstopiti v jugoslovansko vojno, izgine. Pisatelj tu prekine pripovedovanje in se v Marijo Snežno vrne šele v epilogu, ko tudi Tinček ponovno pride tja.